# Torontobrug
De Torontobrug (brug 350) in Amsterdam is een dubbele basculebrug op de grens tussen Amsterdam-Zuid, De Pijp en Amsterdam-Oost.
Ze overspant de Amstel. Aan de westzijde ligt ze in het verlengde van de Stadhouderskade en staat ze haaks op de Amsteldijk (voorheen Utrechtsezijde). Aan de oostzijde ligt ze in het verlengde van de Mauritskade. Vanaf de brug heeft men zicht op een aantal gemeentelijke en rijksmonumenten. In de eerste categorie is er de gevelwand van de Sarphatikade en de Weesperzijde, in de laatste categorie is daar het Amstel Hotel. Ondanks de relatief grote afmetingen van de brug heeft zij een slank uiterlijk en is vanonder de brug zelfs uitzicht op de noordelijker gelegen Hoge Sluis of de zuidelijker gelegen Nieuwe Amstelbrug.

## Aanloop
De wens voor een brug alhier dateert al uit het begin van de jaren vijftig. Het Parool en ook andere kranten meldden toen zuchtend dat "u zou denken dat er eindelijk een brug op deze plaats wordt gelegd", maar het ging destijds juni 1953 alleen maar om een zinker voor de riolering, ze lag wel 6,50 meter diep en was 150 meter lang. In 1955 vergaderde de gemeente over hoe de verkeersstromen in de binnenstad ter hand te nemen, zonder al te veel sloop van gebouwen of demping van (overgebleven) grachten, opnieuw kwam een brug hier ter sprake, maar ze werd niet gerealiseerd. Verkeer dat de Amstel over wilde, moest uitwijken naar de Sarphatistraat met de Hoge Sluis of de Ceintuurbaan met de Nieuwe Amstelbrug. In 1959 vond de eerste actie plaats. Er werd opdracht gegeven tot voorbereiding van de bouw van een brug over de Amstel aan de Stadhouderskade. Er kwam uitstel, want de "Commissie verkeer en vervoer" ging onderzoeken of het mogelijk was de Stadhouderskade tot eenrichtingsverkeerroute te verbouwen; dat bleek onverstandig. In december 1960 kwam Burgemeester en wethouders met de plannen naar buiten. Er zou een complex aan bruggen komen (Stadhoudersbrug, Tulpbrug en brug 325). De brug zou bijzonder breed worden (breder dan de Hoge Sluis) om ook in de toekomst nog uitbreidingen te kunnen opvangen. Aan de oostzijde moest zij aansluiten op de Mauritsstraat. Doordat alle huizen (waaronder een van de smalste huizen in de stad, slechts een raam van een meter breed) aan de oneven kant moesten wijken, werd die straat later omgedoopt tot Mauritskade, kade van de Singelgracht. Het bruggencomplex kwam van de tekentafel van de Publieke Werken, de ontwerpers waren Gerrit Feiko Janssonius (techniek) en Dick Slebos (vormgeving). De gemeente trok er 5,5 miljoen gulden voor uit; de raad was niet eenstemmig in de beslissing, sommige raadsleden twijfelden aan het nut van de brug, de (verkeers)politie vond de brug hoognodig.

## Bouw

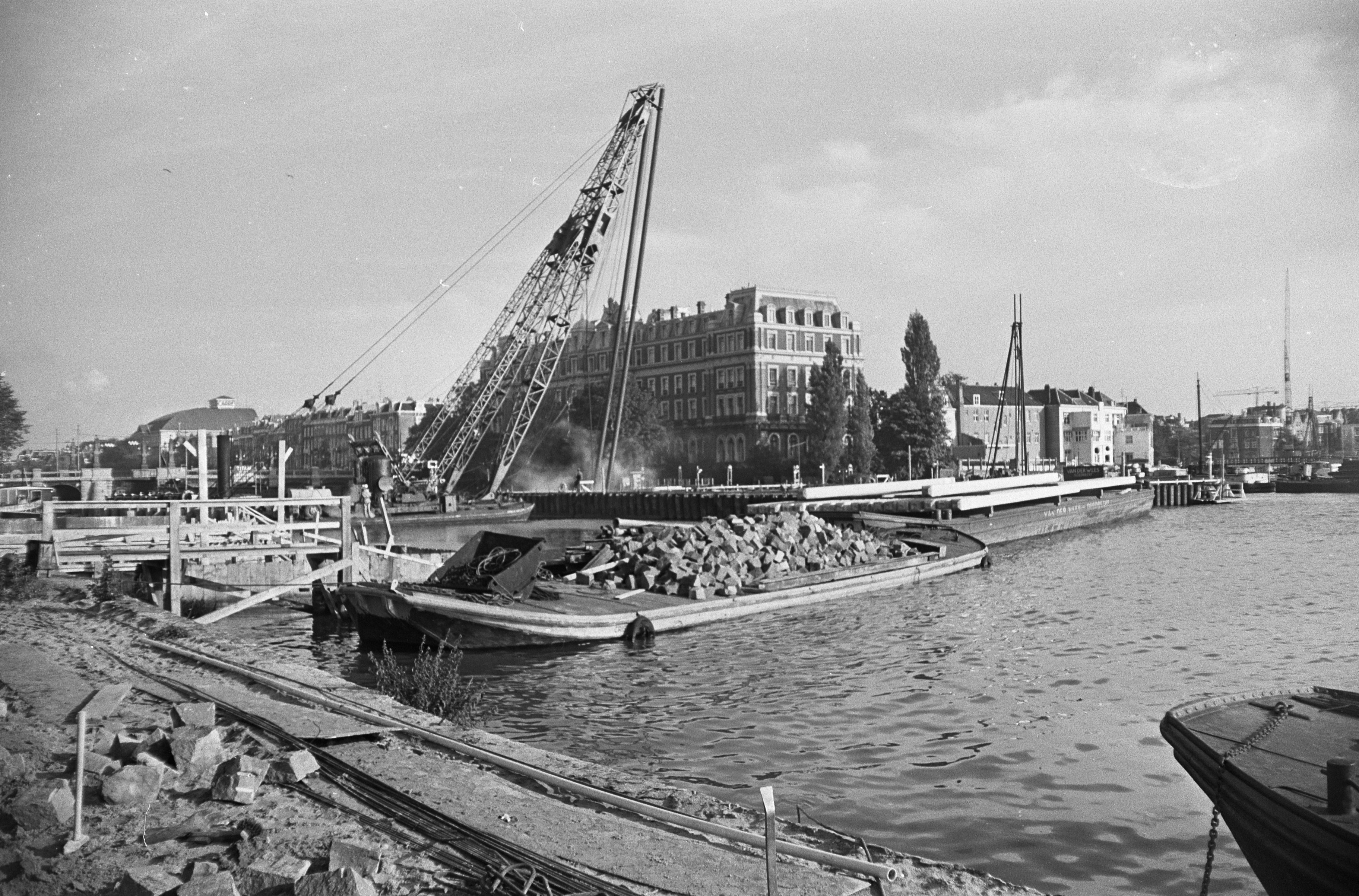
Bouwput in 1967.

Snel ging het allemaal niet. Er vond oponthoud plaats omdat een speelgoedfabriekje in de Mauritsstraat maar geen nieuwe plek kon vinden, net als een jachthaven in de Singelgracht. Het is dan oktober 1962. Nieuwe vertraging ontstond toen in 1963 het plan ontstond de verderop gelegen kruising Wibautstraat en Mauritskade dan ook ongelijkvloers te maken, mede in het kader van de doorstroming van het verkeer richting IJtunnel. Bovendien moest daar ook (al) rekening gehouden worden met de aanleg van tunnelbuizen voor de Amsterdamse Metro. Voorbereiding van dat plan leverde op dat ook de even zijde van de Mauritsstraat gesloopt moest worden; in januari 1964 had de gemeente de hoop dat ze dat jaar nog met de bouw van de brug konden beginnen. Pas in september van dat jaar kon de noordkant van de Mauritskade gesloopt worden.

### De bouw kan beginnen

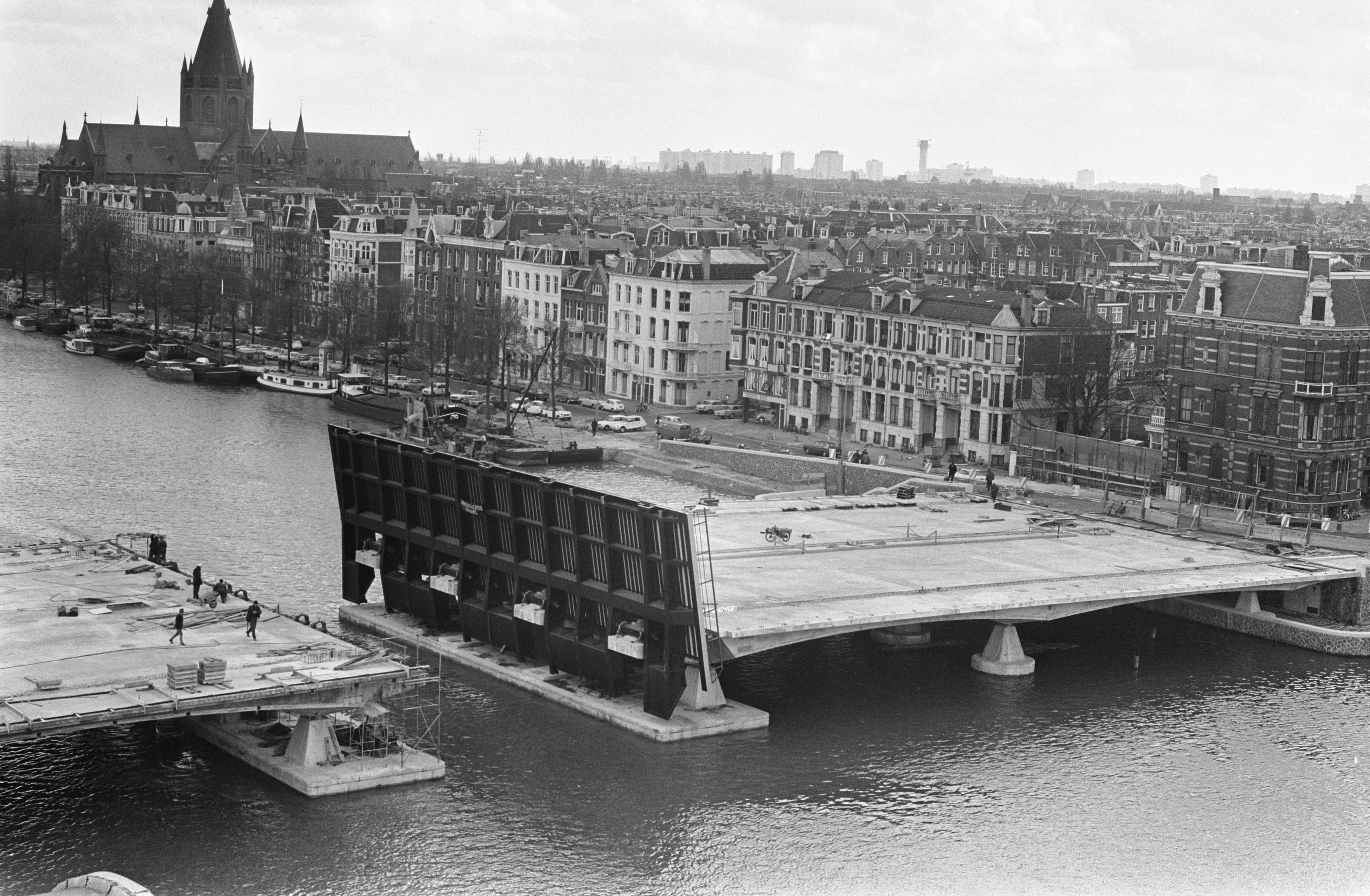
Bouw aan de brug in april 1969.

In januari 1965 kwam het verlossende woord; er kon gebouwd gaan worden aan de brug, de kosten waren inmiddels opgelopen tot 10 miljoen gulden, met een aanvullende budget voor de omgeving van 20 miljoen. De 35 meter brede brug kreeg vijf doorvaarten van 22 meter, een onderdoorgang voor voetgangers (west- en oostkant) van 5,50 meter breed. Janssonius legde de enorme afmetingen uit, als zijnde noodzakelijk om de toekomstige verkeersstromen op te kunnen vangen. Er kwam weer uitstel, men wilde in de oostkant ook nog een schuilkelder voor 900 personen inbouwen, het is dan nog de Koude Oorlog met haar dreiging van een kernoorlog. Opnieuw werden plannen gemaakt; de bouw zou medio 1966 beginnen, terwijl aan de andere kant van de stad de Coentunnel opgeleverd zal worden. In november 1966 kon een klein succesje gemeld worden, de fundering aan de westkant zat in de grond, maar plannen moesten herzien worden; de brug moest verhoogd worden en er kwam vanuit het Rijk een bestedingsbeperking. Het budget voor de brug moest verder aangepast worden tot 13,5 miljoen gulden. In 1967 kwam de eerste bouwput voor de brugpijlers gereed, vorstverlet probeerde de aannemer te voorkomen door een plastic overkoepeling aan te leggen boven de bouwplaatsen. Het zorgde ervoor dat er verder geen vertraging optrad, de brug was in juli 1968 voor de helft klaar (vanuit de Stadhouderskade).

## Opening en verder

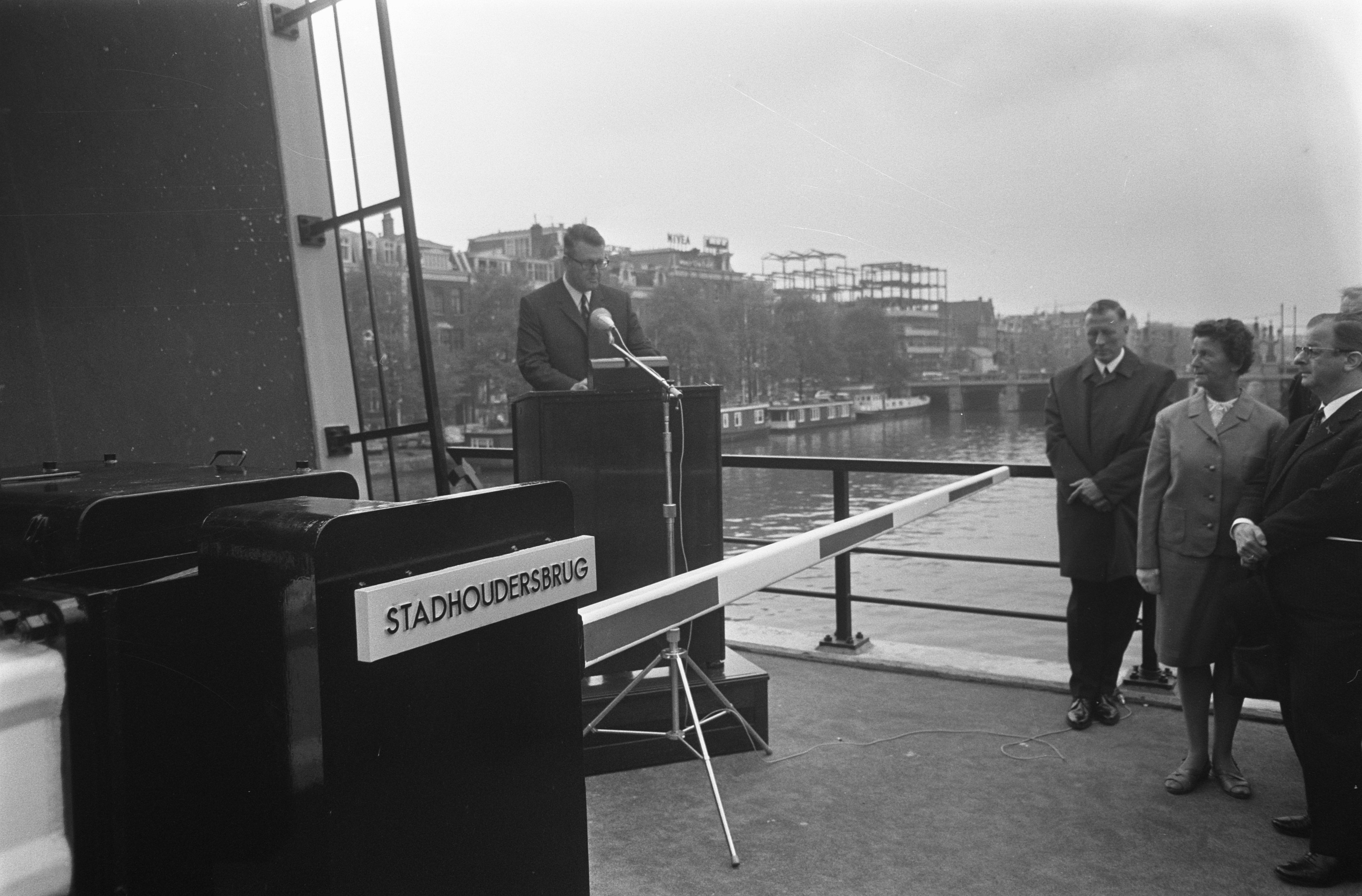
Opening met naambordje door Roel de Wit; 23 oktober 1969.

Op 23 oktober 1969 werd de brug geopend door de wethouder Publieke Werken Roel de Wit. Er werd al meteen om een verbreding van het wegdek van de Stadhouderskade gevraagd (dit zou achterwege blijven). De brug werd in eerste instantie Stadhoudersbrug genoemd, men was vergeten dat Amsterdammers die naam al gebruikten voor een andere brug aan het andere eind van de Stadhouderskade (de latere Judith Leysterbrug naar het Rijksmuseum). De brug zorgde na opening voor ontlasting van het drukke verkeer op zowel de Hoge Sluis als de Nieuwe Amstelbrug.
De dubbele basculebrug wordt aangedreven door twee motoren die zijn geplaatst in de pijlers van de brug onder het waterniveau van de Amstel. De contragewichten zitten bij de brug in ruste onder een uitstekend deel van het brugsegment. Deze constructie is gemaakt om bij een brug in ruste voldoende zicht te houden op de omgeving. Overigens werd in de jaren negentig de westelijke onderdoorgang voor voetgangers afgesloten; men vond er regelmatig daklozen en drugsverslaafden.
In 1974 kwam een Canadese delegatie uit de stad Toronto naar Amsterdam om hun zusterstad-relatie te bezegelen. De toenmalige burgemeester van die stad, David Crombie, mocht op 2 oktober 1974 de brug haar nieuwe naam geven: Torontobrug. Toronto heeft een Amsterdam Bridge.
<<< · 300 · 301 · 302 · 303 · 304 · 305 · 306 · 307 · 308 · 309 · 310 · 311 · 312 · 313 · 314 · 315 · 316 · 317 · 318 · 320 · 321 · 322 · 323 · 324 · 325 · 327 · 328 · 330 · 331 · 332 · 333 · 334 · 335 · 336 · 337 · 338 · 339 · 340 · 341 · 342 · 343 · 344 · 345 · 346 · 347 · 348 · 349 · 350 · 351 · 352 · 353 · 354 · 355 · 356 · 357 · 358 · 359 · 360 · 361 · 362 · 363 · 364 · 365 · 366 · 367 · 368 · 371 · 372 · 373 · 374 · 375 · 376 · 377 · 378 · 379 · 380 · 381 · 382 · 383 · 385 · 386 · 387 · 388 · 389 · 390 · 391 · 392 · 393 · 394 · 395 · 396 · 397 · 398 · 399 · >>>
Brugnummers 319, 326, 329 (tijdelijke duiker in de Ringspoordijk), 369, 370, 384 zijn niet (meer) vergeven.